# Karl Köhler (Politiker, 1868)
Karl Köhler (* 26. Mai 1868 in Niederspier; † 30. Juni 1944 in Kühlungsborn) war ein deutscher Politiker (SPD).

## Leben
Köhler war gelernter Tischler. Von 1902 bis 1904 war er Stadtverordneter in Crimmitschau. Außerdem war er dort jahrelang Vorsitzender der Gewerkschaft und der SPD. In Rostock war Köhler schließlich Geschäftsführer der Konsumgenossenschaft. 1919 wurde er Abgeordneter im Verfassunggebenden Landtag von Mecklenburg-Schwerin, außerdem gehörte er dem ersten und dem zweiten ordentlichen Landtag von Mecklenburg-Schwerin an. Anschließend arbeitete er wieder in der Konsumverein-Bewegung. 1931 ist er als Kaufmann in Rostock nachweisbar. 